# Edelstam
Edelstam är en svensk adelsätt som tidigare hette Fahlander.
Stamfader för ätten är malmskrädaren i Stora Kopparbergs socken Anders Persson som var far till Laurentius Andreae Fahlander Cuprimontanus, kyrkoherde i Malungs socken, som levde på  1600-talet. Hans ättlingar var järnbruksägare i Stora Kopparberget och Grangärde. Lars Fahlander gifte sig med Anna Maria Trotzig, och blev far till Per Fahlander som var bruksägare av Björknäs glasbruk. Med sin hustru Anna Christina Engström, dotter till bergsrådmannen Olof Engström vid Stora Kopparberg, blev Per Falander far till Gustaf Fahlander som 1809 adlades med namnet Edelstam och introducerades samma år på nummer 2195. Släkten adlades innan 1809 års regeringsform trädde i kraft.
Denne Gustaf (Fahlander) Edelstam var överste i armén och landshövding i Västerbotten. Han var gift med Carolina Agatha Holmström, dotter till överstelöjtnant Fredrik Holmström, och från dem utgår den adliga ätten.
Till släkten hör ambassadörerna Harald Edelstam och Axel Edelstam samt hovjägmästaren Fritz Edelstam.

## Personer med namnet Edelstam

### Alfabetiskt ordnade
- Axel Edelstam, flera personer
  - Axel Edelstam (diplomat)
  - Axel Edelstam (jurist)
- Carl Edelstam
- Carl Fabian Edelstam
- Ernst Edelstam
- Fabian Edelstam, flera personer
  - Fabian Edelstam (hovman)
  - Fabian Edelstam (jurist)
- Fritz Edelstam
- Gustaf Edelstam
- Gustaf Jakob Edelstam
- Harald Edelstam
- Henrik Edelstam
- Otto Edelstam, flera personer
  - Otto Edelstam (militär)
  - Otto Edelstam (ingenjör)

### Släktuppställning
- Gustaf Edelstam (1764–1825), överste och landshövding
  - Fabian Edelstam (1803–1857), lagman
    - Gustaf Jakob Edelstam (1831–1892), ämbetsman och landshövding
      - Fritz Edelstam (1865–1919), hovjägmästare
      - Otto Edelstam (1872–1948), ingenjör och meteorolog
        - Fabian Edelstam (1920-2011), riksbankstjänsteman
          - Henrik Edelstam (född 1957), professor i juridik

    - Carl Fabian Edelstam (1832–1897), jurist, politiker, godsägare och affärsman
      - Axel Edelstam (1873–1943),  justitieråd
        - Carl Edelstam (1924–2016), intendent på Naturhistoriska museet

    - Ernst Edelstam (1837–1900), jurist och politiker
      - Fabian Edelstam (1874–1940), kammarherre
        - Harald Edelstam (1913–1989), diplomat ("svarta nejlikan")
        - Axel Edelstam (1924–2012), diplomat

  - Otto Edelstam (1806–1880), militär